# Walter Schuster
Pour les articles homonymes, voir Schuster.
Walter Schuster, né le 2 juin 1929 à Lermoos et mort le 13 janvier 2018, est un ancien skieur alpin autrichien.

## Palmarès

### Jeux olympiques d'hiver
| Épreuve / Édition         | Descente | Slalom géant | Slalom |
| JO 1956 Cortina d'Ampezzo | Abandon  | Bronze       | —      |

### Championnats du monde
| Épreuve / Édition         | Descente | Slalom géant | Slalom | Combiné |
| JO 1956 Cortina d'Ampezzo | Abandon  | Bronze       | —      | —       |

### Arlberg-Kandahar
- Vainqueur du Kandahar 1955 à Mürren
  - Vainqueur de la descente 1955 à Mürren